# Isophya plevnensis
Isophya plevnensis är en insektsart som beskrevs av Peshev 1985. Isophya plevnensis ingår i släktet Isophya och familjen vårtbitare. Inga underarter finns listade i Catalogue of Life.